# Jan Gostomski (zm. ok. 1590)
Jan Gostomski herbu Nałęcz (zm. ok. 1590 roku) – trzeci syn Anzelma, innowierca.
Poseł na sejmy z woj. rawskiego w roku 1567 i 1570. Kasztelan rawski od roku 1588. 
W 1589 roku był sygnatariuszem ratyfikacji traktatu bytomsko-będzińskiego na sejmie pacyfikacyjnym.
Pod koniec życia przeszedł na katolicyzm.